# Ali au pays des mirages
Pour plus de détails, voir Fiche technique et Distribution.
Ali au pays des mirages est un film algérien réalisé par Ahmed Rachedi et sorti en 1980.

## Fiche technique
- Titre : Ali au pays des mirages
- Titre original : Ali fi bilad al sarab
- Réalisation : Ahmed Rachedi
- Scénario : Ahmed Rachedi
- Photographie : Rachid Merabtine
- Musique : Idir
- Montage : Hamid Djellouli
- Production : ONCIC (Office national pour le commerce et l'industrie cinématographique)
- Pays d'origine :  Algérie
- Durée : 118 minutes
- Date de sortie : France - 17 décembre 1980

## Distribution
- Donato Bastos : Armando
- Djelloul Beghoura : Ali
- Corinne Brodbeck : Thérèse
- Albert Delpy : Jean-Christophe
- Said Helmi : Salah
- Ahmed Snoussi : Ahmed
- Andrée Tainsy
- Henri Poirier
- Jean Valmont

## Distinction
- Tanit d'argent au Festival de Carthage 1980[1]